# 飛嶋文吉
飛嶋 文吉（飛島、とびしま ぶんきち、1876年（明治9年）11月30日 - 1939年（昭和14年）3月10日）は、明治から昭和時代戦前の政治家。実業家。貴族院多額納税者議員。飛島組（現飛島建設）創業者。

## 経歴
福井県出身。1916年（大正5年）飛島組を設立、社長。ほか、1920年（大正9年）以降、日東電気、弁天島埋立地各社長、森田貯蓄銀行、福井信託各取締役、福井銀行、福井人絹取引所各顧問などのほか、癩予防協会評議員などを歴任した。長野県の高瀬川水力発電所をはじめとした各地の水力発電所の建設を手掛けた。
1932年（昭和7年）福井県多額納税者として貴族院議員に互選され、同年9月29日から務め研究会に所属したが、任期途中の1936年（昭和11年）7月23日に辞職した。

## 親族
- 子 飛嶋繁（衆議院議員、藤沢市長、飛島組社長）